# Лопухов, Николай Петрович
Николай Петрович Лопухов (род. 28 февраля 1945 года, Задонск) — советский и российский тренер по лыжным гонкам и биатлону. Заслуженный тренер СССР.

## Биография
Николай Петрович Лопухов родился 28 февраля 1945 года в городе Задонск Липецкой области. В 1968 году окончил Государственный центральный ордена Ленина институт физической культуры в Москве. Два года работал и выступал за оружейный завод в Туле, затем переехал в Томск. Там он преподавал в педагогическом институте и работал тренером по лыжным гонкам в детско-юношеской спортивной школе.
Позже переехал в Одинцово, где работал тренером женской команды Вооруженных сил, затем — в команде профсоюзов «Дружба». В 1990-е годы стал тренером женской сборной команды России по лыжным гонкам, затем работал с мужским составом. Два года по контракту работал с лыжниками в Южной Корее.
После возвращения в Россию некоторое время работал детским тренером в ДЮСШ города Одинцово, затем возглавлял мужскую и женскую юниорскую сборные России, работал с основным составом женской команды. С 2006 по 2008 год был старшим тренером мужской сборной России по лыжным гонкам в спринте.
С 2011 по 2012 год работал тренером по функциональной подготовке мужской сборной России по биатлону, затем с 2012 по 2014 год — старшим тренером.
В 2014 году был членом экспертного совета Министерства спорта РФ по зимним видам спорта. Работал тренером в ГБУ «Спортивная школа олимпийского резерва № 43» и ГКУ «ЦСТиСК» Москомспорта.
В сезоне 2017/18 стал тренером мужской сборной Беларуси по биатлону.
Наиболее высоких результатов среди его воспитанников добились:
- Любовь Егорова — шестикратная олимпийская чемпионка (1992, 1994), трёхкратная чемпионка мира,
- Лариса Лазутина (Птицына) — пятикратная олимпийская чемпионка (1992, 1994, 1998), одиннадцатикратная чемпионка мира[11],
- Нина Гаврылюк — трёхкратная олимпийская чемпионка (1988, 1994, 1998), шестикратная чемпионка мира,
- Наталья Фрей (Фурлетова) — двукратная чемпионка Универсиады 1985 года, серебряный призёр чемпионата мира 1996 года,
- Максим Цветков — чемпион мира 2017 года, чемпион Европы 2014 года[12].

### Семья
Женат на Екатерине Васильевне Лопуховой, которая работает детским тренером. У них есть два сына — Илья и Евгений.

## Награды и звания
- Почётное звание «Заслуженный тренер СССР».
- Орден «За заслуги перед Отечеством» IV степени (2014)[13].